# George Coventry, VIII conte di Coventry
George William Coventry, VIII conte di Coventry (16 ottobre 1784 – Londra, 15 maggio 1843), è stato un nobile e politico inglese.

## Biografia
Era il figlio primogenito di George Coventry, VII conte di Coventry, e della sua seconda  moglie, Peggy Pitches, e frequentò la Christ Church di Oxford.

## Carriera
Fu eletto alla Camera dei Comuni come uno dei due rappresentanti del collegio di Worcester (1816-1826). Nel 1831 succedette a suo padre nella contea ed entrò nella Camera dei lord. Nel 1838 prestò servizio come Lord luogotenente del Worcestershire.

## Matrimoni

### Primo matrimonio
Sposò, il 16 gennaio 1808 a Madresfield Court, Emma Susanna Lygon (?-8 agosto 1810), figlia di William Lygon, I conte Beauchamp. Ebbero un figlio:
- George William Coventry, visconte Deerhurst (25 ottobre 1808-5 novembre 1838)

All'epoca del suo matrimonio, ebbe una relazione con Sophia Dubochet, una ragazza con cui mantenme come amante mentre era corteggiata da Thomas Hill, II barone Berwick, che l'ha sposata nel 1812. Il suo rapporto con Coventry è stato registrato in dettaglio dalla sorella di Sophia, la nota cortigiana Harriette Wilson.

### Secondo matrimonio
Sposò, il 22 giugno 1811 in Scozia e nuovamente il 6 novembre 1811 in Inghilterra, lady Mary Beauclerk (30 marzo 1791 - 11 settembre 1845), figlia di Aubrey Beauclerk, VI duca di St. Albans. Ebbero due figli:
- Lady Mary Augusta Coventry (11 maggio 1812 - 23 settembre 1889), sposò Henry Fox, IV barone Holland, non ebbero figli;
- Henry Amelius Coventry (15 ottobre 1815 - 3 aprile 1873), sposò Caroline Stirling Dundas, ebbero sette figli.

## Morte
Morì il 15 maggio 1843, a Coventry House.